# Östersunds Teaterverkstad
Östersunds Teaterverkstad är en teater och amatörteaterförening i stadsdelen Söder i Östersund grundad 1970. Teatern arbetar med drama, teater, kommunikation m.m. Föreningen är en ideell förening som förvaltas, drivs och styrs av dess medlemmar tillsammans.
Östersunds teaterverkstad bedriver barn- ungdoms- och vuxenverksamhet med utgångspunkt i deltagarna. Egna teaterproduktioner, större eller mindre, står ofta på programmet, gärna i samarbete med andra. Teatern anordnar också kurser, seminarier, workshops och gästspel.

## Uppsättningar under 2000-talet i urval
- 2004: ”arbetsnamn: Harry – ett montage av intryck och uttryck kring Harry Martinsson”, ”En stilla stund”
- 2005: ”Installation – performance”, ”Utgårdalokes konster”, ”Leka med elden”, ”Insnöad reklam”, ”FleXX – vår vinkel på tillvaron”
- 2006: ”Skönheten i byn”, ”Mönster”, ”Den hädangångne”, ”X återkommer”, ”FleXX – vår vinkel på tillvaron”, ”Demiurgen – en mördares bekännelse”
- 2007: Snödrottningen, Vadå? Vem? Jag?, Låt oss kalla vår son för Dreyfuss
- 2008: Huset som Rut glömde; Grandavägen 7; Loranga, Loranga
- 2009: En julsaga, Demiurgen – en mördares bekännelse, Pojken och Stjärnan, Blod på någons händer
- 2010: Grumma Grimhild, Den som lever får dö
- 2011: Björnlandet, Livssyn, Tjejen i aspen
- 2012: Nysningen; 2 X Pinter: Det värker lite, Party Time; It´s Showtime
- 2013: Syrror, Snart kommer tiden, Läppstift för odöda
- 2014: Amatörteaterns Riksförbunds festival 2014
- 2015: Den goda människan i Sezuan
- 2016: Hoppets café, Elände i Norrköping, Innan Göte flyttar in, Döttrarna, Den judiska hustrun, Yeah Åkej! – feministisk ångesthumorpoesi med kropp, Tre kortpjäser – lokal teater, Tre pjäser – olika tillsammans, Café ÖTV 2 oktober, Café ÖTV 6 november, El Diablo es Mujer, Café ÖTV 4 december, TÄNK OM! – en kärleksförklaring till sig själv,
- 2017: Gästspel: Killarna, Gästspel: Jorden runt på 80 minuter/In 80 Minuten um die Welt, Gästspel: CO2lonialNATION, Kulturknytkalas 26 februari, Gästspel: Kampen mot skönheten, Café ÖTV 2 april, Kulturknytkalas 7 maj, Café ÖTV 7 maj, med Jens Gustavson, Intervjun, Fuck You Too – en svart komedi, Kulturknytkalas 4 juni, Gästspel: Spread Your Wings, Pensionat Sensommar
- 2018: Gästspel:  Kärlek och lavemang, Storsjögymnasiets slutproduktion, åk 3, DNA av Dennis Kelly, produktion inom Riksteaterns LÄNK-projekt Gråt inga tårar – en dansbandsmusikal av Rasmus Lindberg, Sex dagar teaterskapande i samarbete med Östersunds kommun. Visseblåsaren – vagina dentata av Jens Ganman, Det är till att ha lite panikångest, ser jag! av Jonny Käll.
- 2019: Gästspel: ”Bra nog”, Östersunds ungdomscirkus Kul & Bus Studiecirkel: Kontaktimprovisation  med Nayla Espinosa Dans: ”Entre Caminos”,  SUR Creación escénica i samproduktion med ÖTV, Gästspel: ”Cirkel av aska”, Gíron Sami teáhter
- 2020: Gästspel: ”Jaktlaget – en något deltagande föreställning”, Olov Runsten m.fl.; Gästspel: ”En liten föreställning om Pete Seeger”, kören Mozaik; ”Ljusets hastighet” av Rasmus Lindberg, ÖTV:s jubileumsföreställning 2020; Gästspel: ”Jag vill va en flod – en musikalisk monolog”, Undantaget